# Deiotaros
Deiotaros Philorhomaios (altgriechisch Δηιόταρος Φιλορώμαιος Dēiótaros Philorhōmaíos, deutsch ‚der Römerfreund‘, lateinisch Deiotarus; † 40 v. Chr.) war ein Tetrarch der Tolistobogier in Galatien und erhielt wegen der wichtigen Dienste, die er den römischen Feldherren Sulla, Publius Servilius Vatia, Lucius Licinius Murena, Lucius Licinius Lucullus und Gnaeus Pompeius Magnus in den Kriegen in Asien leistete, vom römischen Senat den Königstitel und die Herrschaft über Kleinarmenien. Deiotaros stand mit dem jüngeren Cato, Pompeius, Gaius Iulius Caesar, Marcus Licinius Crassus, den Brüdern Marcus Tullius Cicero und Quintus Tullius Cicero sowie Marcus Iunius Brutus in Verbindung.
Im Bürgerkrieg zwischen Pompeius und Caesar schloss er sich mit seiner Armee (Legio XXII Deiotariana) Pompeius an und zog ihm mit sechshundert seiner Reiter zu Hilfe, trennte sich aber nach der Schlacht von Pharsalos von Pompeius und begab sich nach Galatien zurück, wo er durch den Angriff des Pharnakes II. in größte Bedrängnis geriet.
Als Caesar 47 v. Chr. gegen Pharnakes in den Krieg zog, wurde er von Deiotaros unterstützt, dafür ließ ihn Caesar begnadigen, bestätigte ihn in seiner Königswürde und gab ihm den größten Teil seines Reichs zurück. Caesar hielt sich damals eine Zeitlang am Hof des Deiotaros in Luceium auf, und da man bei diesem einen Groll gegen Caesar wegen Verkürzung seines Besitzes voraussetzte, so nutzten der Enkel des Deiotaros, Kastor, und der Arzt Pheidippos, ein Sklave, die Gelegenheit, ihn Ende 45 v. Chr. in Rom anzuklagen wegen zweifachen Mordversuchs an Caesar und weiterer hochverrätischer Taten. Marcus Tullius Cicero übernahm die Verteidigung des Angeklagten mit Geschick und brachte es fertig, dass Cäsar den Prozess fallen ließ. Deiotaros aber tötete aus Rache die Eltern Kastors.
Caesars Tod brachte eine neue Wendung in die Angelegenheiten des Deiotaros. Er ließ Fulvia, der Gemahlin des Marcus Antonius, eine ungeheure Summe auszahlen, und sofort erschien eine Verordnung, angeblich aus Caesars Papieren, durch welche Deiotaros in alle seine früheren Besitzungen wieder eingesetzt wurde. Dieser hatte aber nicht einmal diese Verordnung abgewartet, sondern sich ohne weiteres aller der Länder wieder bemächtigt, welche Caesar ihm entzogen hatte.
Als Gaius Cassius Longinus, einer der Verschwörer gegen Caesar, nach Kleinasien kam, um Deiotaros auf seine Seite zu bringen, hoffte dieser darauf, sich neutral zu verhalten; erst als Marcus Iunius Brutus selbst zu ihm kam, um ihn zu überreden, sich mit ihm gegen Caesar zu verschwören, erklärte er sich für die Verschwörer und sandte ihnen seinen Feldherrn Amyntas nach Griechenland, um ihnen in der Schlacht bei Philippi Hilfe zu leisten. Deiotaros trat nach der Niederlage der Verschwörer zu den Siegern Octavian und Marcus Antonius über, wurde freundlich aufgenommen und blieb auch im Besitz aller seiner Länder.

### Quelle
- Cicero: Rede für König Deiotarus. Text mit Erläuterungen (= Exempla. 11). Herausgegeben von Hans-Joachim Glücklich. Vandenhoeck & Ruprecht, Göttingen 1988, ISBN 3-525-71613-3.

### Sekundärliteratur
- Benedikt Niese: Deiotarus 2. In: Paulys Realencyclopädie der classischen Altertumswissenschaft (RE). Band IV,2, Stuttgart 1901, Sp. 2401–2403.
- Hans-Joachim Glücklich: Ciceros Rede für König Deiotarus. Interpretation und Unterrichtsvorschläge (= Consilia. 11). Vandenhoeck & Ruprecht, Göttingen 1988, ISBN 3-525-25643-4.
- Altay Coşkun: Amicitiae und politische Ambitionen im Kontext der causa Deiotariana (45 v. Chr.). In: Altay Coşkun (Hrsg.): Roms auswärtige Freunde in der späten Republik und im frühen Prinzipat (= Göttinger Forum für Altertumswissenschaft. Beihefte. 19). Duehrkohp & Radicke, Göttingen 2005, ISBN 3-89744-252-3, S. 127–154.